# منتخب جزر كوك لكرة السلة
منتخب جزر كوك لكرة السلة (بالإنجليزية: Cook Islands national basketball team)‏ هو ممثل جزر كوك الرسمي في المنافسات الدولية في كرة السلة .